# Drastoma dardania
Drastoma dardania är en fjärilsart som beskrevs av Druce 1895. Drastoma dardania ingår i släktet Drastoma och familjen tandspinnare. Inga underarter finns listade i Catalogue of Life.